# Veronella
Veronella é uma comuna italiana da região do Vêneto, província de Verona, com cerca de 3.701 habitantes. Estende-se por uma área de 20,82 km², tendo uma densidade populacional de 185 hab/km². Faz fronteira com Albaredo d'Adige, Arcole, Belfiore, Bonavigo, Cologna Veneta, Minerbe, Pressana, Zimella.

## Demografia
| Variação demográfica do município entre 1861 e 2011                               |
|                                                                                   |
| Fonte: Istituto Nazionale di Statistica (ISTAT) - Elaboração gráfica da Wikipedia |